# Scala (architettura)

Disegno esplicativo di una scala con e senza mezzanino

La scala in architettura è una costruzione edilizia che si definisce come struttura di collegamento verticale fra i diversi piani di un edificio.
Per estensione, il termine, nei condomini, indica anche il gruppo di appartamenti situati intorno a una stessa scala.

## Composizione e terminologia
Una rampa di scale è una serie di gradini, elementi orizzontali che si susseguono a quote progressivamente diverse per permettere a un utente di salire o scendere le scale. La differenza in quota tra un gradino e il seguente è chiamata alzata, mentre la sua profondità si chiama pedata. Una scala può essere composta da più rampe, divise da pianerottoli, elementi piani più larghi di un gradino che hanno la funzione di permettere il riposo a chi sale, oppure semplicemente ad accedere ad altre zone dell'edificio.

## Struttura
Anticamente le scale degli edifici erano costruite in legno, pietra o laterizio ed erano incastrate tra due muri portanti. La scarsa resistenza dei materiali impediva di avere larghezze del gradino rilevanti, mentre gli elevati costi costruttivi costringevano a ridurre lo spazio disponibile per le scale; dovendo comunque superare il dislivello tra i piani, i costruttori aumentavano a dismisura la pendenza delle rampe.
Questo tipo di scale è tuttavia di fatto obsoleto, essendosi affermate le scale adiacenti a una sola parete. È d'altronde possibile realizzare scale portate dai soli pianerottoli a cui sono vincolati, senza necessità di pareti perimetrali. Una suddivisione si può anche fare tra scale a gradini portanti o a gradini non portanti: Nelle prime i gradini sono progettati e costruiti come delle piccole travi sporgenti da muri o da travi a ginocchio. Nelle seconde la rampa è concepita come un solaio, vincolato ai pianerottoli o ai muri laterali, e calcolato come una piastra.
Nella maggior parte degli edifici, la scala trova spazio in un vano apposito, chiamato anche gabbia, che ha generalmente una pianta rettangolare che occupa le spazio sufficiente per due rampe di scale parallele che si incontrano in pianerottoli ai lati più distanti del rettangolo, oppure può occupare in pianta un'area quadrata sufficiente perché la scala giri intorno a un pozzo centrale (scala a pozzo) che accoglie quasi sempre l'ascensore.
Quando il vano scale ha una pianta circolare (o in certi casi ellittica), si parla di scala a chiocciola. Per via dell'economicità della pianta circolare, le scale a chiocciola sono storicamente state usate dove ci fosse uno spazio disponibile limitato.

## Caratteristiche

### Pendenza

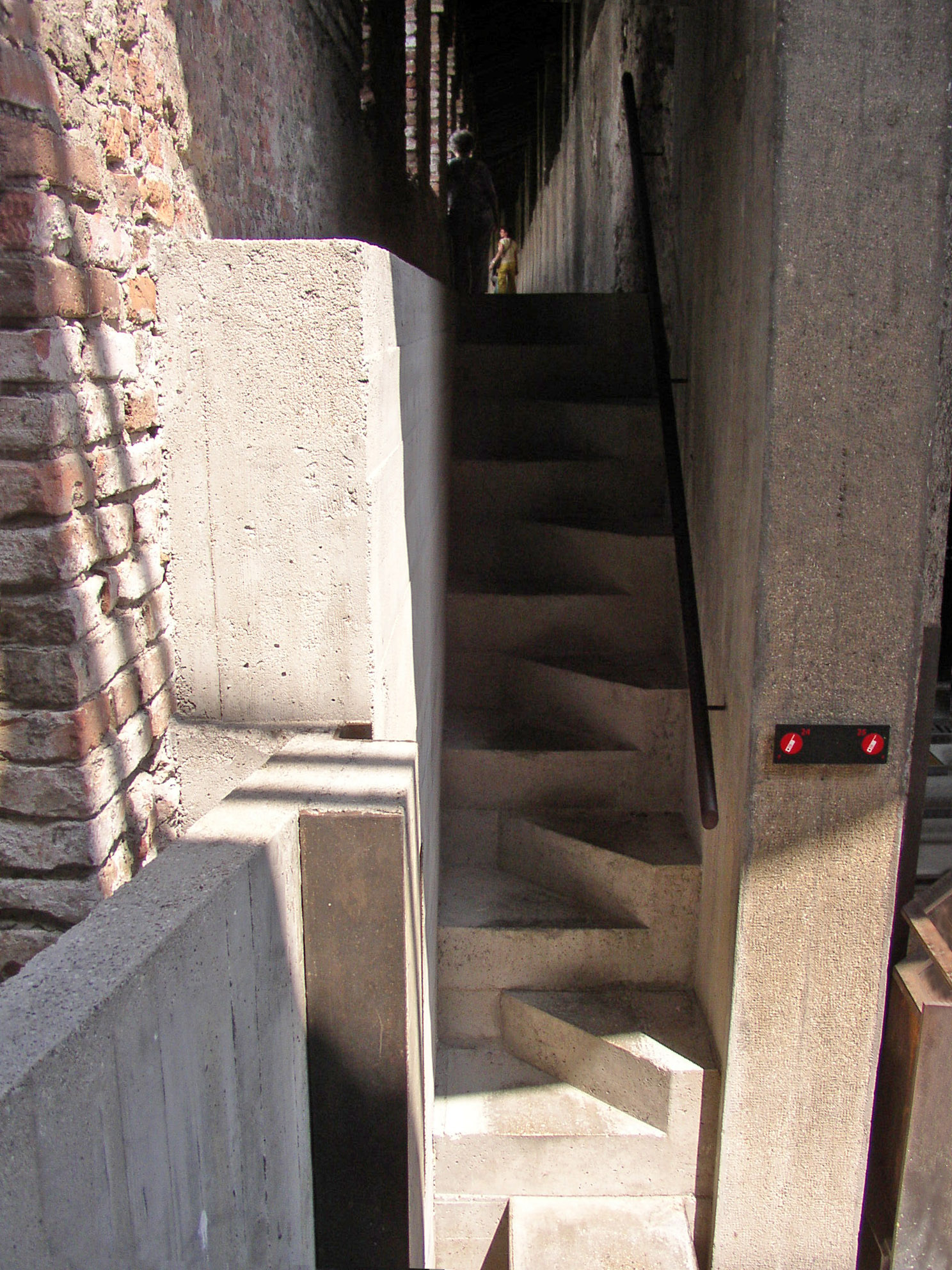
Scala a gradini sfalsati di Carlo Scarpa; Castelvecchio, Verona

A seconda della pendenza, una scala moderna può essere a pioli se è quasi verticale e dunque i gradini fungono da appoggio per i piedi tanto quanto da appiglio per le mani, oppure tecnica, se la pendenza è comunque molto elevata (superiore ai 50º); queste scale sono previste di rado per usi occasionali di manutenzione e simili. Le scale comuni hanno una pendenza compresa circa tra i 20 e i 45º, dove di solito sono tanto più ripide, quanto il loro uso è privato. Le scale esterne sono generalmente meno ripide perché lo spazio disponibile è maggiore e le condizioni atmosferiche possono creare condizioni di rischio. Per pendenze minori ai 20º si realizzano piuttosto cordonate, sotto gli 8º rampe a pendenza continua.

### Gradini sfalsati
Un particolare genere di scale tecniche usate a pendenze notevoli è quello delle scale a gradini sfalsati: ogni gradino è di forma triangolare, o comunque occupa la sola parte destra o sinistra della scala, in modo da occupare meno spazio possibile in pianta. L'utente però è costretto a iniziare la salita con un piede determinato e non può tenere più di un piede su un singolo gradino.
Lo sfalsamento può essere contemporaneamente anche di tipo orizzontale, fino a mezza pedata, ma è un caso più raro. Il percorso risulta, quindi, costituito da una successione di gradini che si devono calpestare in modo alternato secondo un ordine preciso. Si ottiene così una riduzione allo sviluppo in pianta della rampa di scale che può arrivare alla metà della lunghezza di una scala normale.

## La progettazione dei gradini
La larghezza della rampa è funzione del numero di persone che vi possono transitare contemporaneamente e dell'uso a cui è adibita. L'alzata in genere è compresa tra i 15 e i 20 cm mentre la pedata viene calcolata tramite relazioni empiriche basate sul lavoro svolto dall'utente nell'affrontare il dislivello.
Infatti al variare della pendenza, l'utente tende a modificare la lunghezza del passo di modo tale che il lavoro svolto per superare un gradino sia uguale al lavoro svolto per compiere lo stesso passo su un piano. Questo comporta che l'aumento della pedata corrisponde ad una riduzione dell'alzata e viceversa.
La formula più usata è la cosiddetta formula di Blondel (A=alzata, P=pedata):
- 2A + P = 62 ÷ 64 cm

Altre formule utilizzate sono
- A + P = 48 cm
- P + 4/3 A = 52 cm

La legge sulle barriere architettoniche (D.M. Ministero dei LL. PP. 14/06/89 nº236) richiede i seguenti requisiti: rapporto tra alzata e pedata (pedata minimo di 30 cm per gli edifici pubblici e aree comuni; pedata minimo 25 cm per edifici residenziali): la somma tra il doppio dell'alzata e la pedata deve essere compresa tra 62 ÷ 64 cm (art. 8.1.10 Scale del D.M. citato).

## Progettazione della rampa
Nel caso di rampa rettilinea questa deve avere non meno di 3 gradini e non più di 15 per non indurre una sensazione di vuoto nell'utente e per spezzare il lavoro dell'utente senza intralciare il movimento degli altri utenti.
Se la scala è ad asse curvilineo è bene che la pedata non scenda sotto i 10 cm sul bordo interno.
La legge può prevedere requisiti da rispettare, ad esempio in Italia il corrimano deve avere un'altezza tra 90 cm e 1 m e deve essere distante almeno 4 cm dal muro. Il parapetto posto sul vuoto deve avere un'altezza minima di 1 m ed essere inattraversabile da una sfera del diametro di 10 cm (DM. 236 14/06/89). È comunemente accettato che le aste debbano essere verticali e non orizzontali per evitare il pericolosissimo "effetto scaletta".